# Molina de Aragón
Molina de Aragón település Spanyolországban, Guadalajara tartományban. Molina de Aragón Castilnuevo, Corduente, Rillo de Gallo, Rueda de la Sierra, Tortuera, Embid, La Yunta, Campillo de Dueñas, Castellar de la Muela és Prados Redondos községekkel határos. Lakosainak száma 3280 fő (2024).

## Népesség
A település népessége az utóbbi években az alábbiak szerint változott:
| Lakosok száma | 3244 | 3478 | 3656 | 3671 | 3670 | 3572 | 3403 | 3275 | 3217 | 3280 |
|               | 2001 | 2004 | 2006 | 2009 | 2011 | 2014 | 2016 | 2019 | 2021 | 2024 |